# Java Platform, Standard Edition

Duke, a Java kabalafigurája

A Java Platform, Standard Edition vagy Java SE egy széles körben elterjedt és használt platform a Java nyelv programozásához. A Java platform használható általános célú hordozható alkalmazások készítéséhez, telepítéséhez, futtatásához. Gyakorlatilag a Java SE tartalmazza a Java virtuális gépet, amelyeken a Java programok futnak (futtatókörnyezet), valamint java osztály könyvtárak halmazát (ez az ún. csomagok, angolul: package), melyek biztosítják a fájlrendszer, a hálózatok, GUI komponensek használatát a java programokon belülről.

## Nevezéktan, sztenderdek és specifikációk
A Java SE-t korábban nevezték Java 2 Platformnak, Standard Editionnak, illetve J2SE-nak is. Ez utóbbi elnevezés az 1.2-es verziótól egészen 1.5-ig verzióig volt használatos. Az "SE" használatos arra, hogy megkülönböztethető legyen az alap platform az Enterprise Edition-től (Java EE) valamint a Micro Edition-tól (Java ME). A "2" eredetileg azt hivatott nyomatékosítani, hogy lényeges változást hozott az 1.2-es változat, de az 1.6-ban már eltávolították a névből. A nevezéktan sokszor változott a Java verziók történetében. A J2SE 1.4 (Merlin) verziótól kezdve a Java SE-t a Java Community Process keretében fejlesztették tovább. A JSR (Java Specification Requests) 59 egy összefoglaló specifikáció volt a J2SE 1.4-hez, a JSR 176 pedig a J2SE 5.0 (Tiger)-hez, a Java SE 6 (Mustang)-ot pedig a JSR 270 alatt adták ki.
A Java Platform, Enterprise Edition (Java EE) egy kapcsolódó specifikáció halmaz, amelynek megvalósítása tartalmazza az összes Java SE osztály könyvtárat, valamint számos más olyan könyvtárat, amelyek sokkal jobban használhatók a szervereken futó programok számára, ellentétben azokkal, melyek munkaállomásokon futnak.
A Java Platform, Micro Edition (Java ME) szintén egy kapcsolódó specifikáció halmaz, mely azt a célt szolgálja, hogy hitelesített Java API gyűjteményt biztosítson olyan szoftver fejlesztések számára, melyek a kevés- és korlátozott erőforrással rendelkező eszközökön (mint pl. a mobiltelefonok, PDAk és set-top boxok) valósulnak meg.
A Java Runtime Environment (JRE) és Java Development Kit (JDK) szoftver csomagok, letölthetők és installálhatók egy adott számítógépre, azért, hogy futtatni ill. fejleszteni lehessen Java programokat.

## Általános célú csomagok

### java.lang
A java.lang Java csomag alapvető nyelv- és futtatókörnyezet közeli osztályokat és interfészeket tartalmaz, beleértve a gyökér osztályokat is. A legfontosabbak a következők: osztály hierarchia, a nyelv közeli definíciós osztályok, alap kivétel osztályok, matematikai metódusokat biztosító osztályok, szálkezelést biztosító osztályok, biztonsági funkciók, valamint számos információt visszaadó osztályok, melyeket az alatta lévő natív rendszerből biztosít a java. Ez a csomag 22 Exception osztályt tartalmaz a 32-ből, melyet a  biztosít.
A főbb osztályok a java.lang csomagban a következők:
- Object – a gyökere az teljes osztály hierarchiának.
- Enum –  megszámlálható osztályok megvalósításához (J2SE 5.0-tól).
- Class – a gyökere a Java reflection rendszernek.
- Throwable – az alap osztálya az exception osztály hierarchiának.
- Error, Exception, és RuntimeException – alap az összes kivétel kezelő osztály gyökerét képezik az öröklési fában
- Thread – szál kezelési műveleteket biztosítja
- String – a stringek és string literálok kezelését biztosítja
- StringBuffer és StringBuilder – a string manipulációt végzik (StringBuilder is a J2SE 5.0-től).
- Comparable – ez az interfész biztosítja az osztályok általános összehasonlítását és rendezését ( J2SE 1.2 óta).
- Iterable – ez az interfész biztosítja az általános iterációk használatát, melyek a továbbfejlesztett for ciklusokban használhatók (J2SE 5.0 óta).
- ClassLoader, Process, Runtime,SecurityManager, és System – ezek az osztályok  "rendszer szintű műveleteket" látnak el, azaz kezelik az osztályok dinamikus betöltését, külső  processz létrehozását, környezetről információkat képes lekérni mint, pl. az idő, és a biztonsági policyk végrehajtását is biztosítja.
- Math és StrictMath – ellátják az alap matematikai funkciókat a rendszerben, mint pl., sin, cosin, és négyzetgyök számítást (StrictMath is a J2SE 1.3 óta).
- A primitív csomagoló osztályok, melyek  osztályokba csomagolják az primitív típusokat mint pl. int-be.
- Alap kivétel osztályokat dob nyelvi szinten, továbbá más általános kivételeket is.

A java.lang csomag osztályai automatikusan be lesznek importálva minden forrás fájlba, külön megjelölés nélkül.

#### java.lang.reflect

##### Technikák
Két alapvető technika létezik a reflection-ban:

### java.io
A java.io csomag olyan osztályokat tartalmaz, melyek támogatják az inputot és outputot. A csomagban lévő osztályok elsődlegesen stream-orientáltak; habár tartalmaz véletlen elérésű fájlokhoz is osztályt. A központi osztályok ebben a csomagban a InputStream és a OutputStream, amelyek abstract alap osztályok kifejezetten a bájt streamek olvasására és írására.   A Reader-rel és Writer-rel kapcsolatos osztályok absztrakt alaposztályok kifejezetten a karakter stream-ek olvasásához és írásához. A csomag tartalmaz néhány vegyes osztályt is, melyek támogatják a host fájlrendszerrel kapcsolatos interakciókat.

### java.net
A java.net csomag speciális IO rutinokat biztosít a hálózatokhoz, a HTTP kérésekhez, éppúgy, mint más egyéb megszokott tranzakciókhoz.

### java.text
A java.text csomag string elemzési (parsing) rutinokat valósít meg, támogat számos emberi nyelvet és földrajzihely specifikus elemzést.

## Speciális célú csomagok

### java.rmi
A java.rmi csomag Java remote method invocation-t biztosít a távoli metódushívásokhoz két java alkalmazás között, melyek különböző JVM-eken futnak.

### java.security
A java.security csomag biztonsági támogatást tartalmaz, beleértve az üzenet digest algoritmust is.

### java.sql
A java.sql csomag egy JDBC API megvalósítás SQL adatbázisok eléréséhez.

### javax.rmi
A javax.rmi csomag támogatást nyújt az alkalmazások közötti távoli kommunikációhoz az RMI az IIOP protokoll feletti használatával. Ez a protokoll egyesíti az RMI és CORBA funkcionalitását.

### javax.swing.text.html.parser
A javax.swing.text.html.parser csomag hibatűrő HTML elemzőt biztosít. Felhasználásával  web böngészők és webes robotok írhatók.

### javax.xml.bind.annotation
A javax.xml.bind.annotation csomag nagy számú annotáció tipust tartalmaz (összességében 30-at) a JDK 6-ban. Definiál annotációkat a Java program elemekeinek testreszabásához a XML séma mappelésekhez.